# Kodwo Eshun

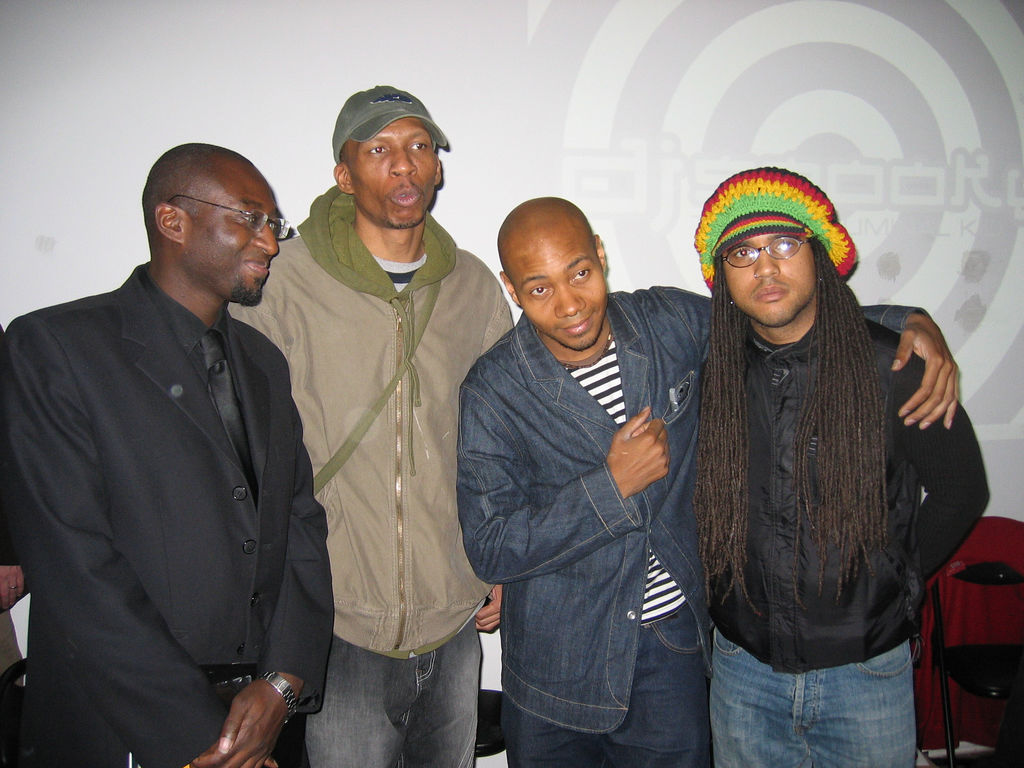
Kodwo Eshun, Hank Shocklee, Paul Miller, Daniel Bernard Roumain (v. l. n. r.) im Chelsea Art Museum 2005

Kodwo Eshun (* 1967 in London, Vereinigtes Königreich) ist ein britischer Schriftsteller und Journalist. In seinen Texten setzt er sich mit Themen wie „Black Identity“, Afrofuturismus und der afrikanischen Diaspora auseinander.

## Leben und Werk
Eshun wurde 1967 in London geboren. Er studierte englische Literatur am University College der University of Oxford.
1998 erschien sein Werk More Brilliant than the Sun: Adventures in Sonic Fiction, in dem Eshun sich mit elektronischer afroamerikanischer Musik auseinandersetzt. Die deutsche Übersetzung von Dietmar Dath Heller als die Sonne: Abenteuer in der Sonic Fiction wurde 1999 beim ID-Verlag veröffentlicht. Begleitend erschien das mit Franz Pomassl produzierte Album Architectronics.
Gemeinsam mit Anjalika Sagar gründete Eshun 2002 das Künstlerkollektivs The Otolith Group. Er schreibt regelmäßig für Magazine wie Frieze, i-D, The Wire und Sight and Sound. Eshun unterrichtet am Goldsmiths, University of London im Fach Aural And Visual Culture.
Sein jüngerer Bruder Ekow Eshun ist ebenfalls als Schriftsteller tätig.